# Dolo (Argenton)
Der Dolo ist ein Fluss in Frankreich, der im Département Deux-Sèvres in der Region Nouvelle-Aquitaine verläuft. Er entspringt beim Weiler La Massotière, im westlichen Gemeindegebiet von Bressuire, entwässert anfangs Richtung Südost, dreht dann nach Norden, durchquert das Stadtzentrum von Bressuire und mündet nach rund 24 Kilometern im Gemeindegebiet von Voulmentin als rechter Nebenfluss in den Argenton.

## Orte am Fluss
(Reihenfolge in Fließrichtung)
- Blanchecoudre, Gemeinde Bressuire
- Bressuire
- Le Sablon, Gemeinde Saint-Aubin-du-Plain
- Moulin de la Grève, Gemeinde Argentonnay
- Dolo, Gemeinde Voulmentin